# Anábase
Anábase (em grego:  Ἀνάβασις, transliterado Anábasis, literalmente "subida", "ascenso") é a obra mais famosa do historiador e soldado profissional grego antigo Xenofonte. É a história da jornada de um grupo de soldados gregos que, em 401 a.C, marcharam desde a costa até o interior do império persa, governado pelo rei Artaxerxes II.
É composta por sete livros, sendo que apenas o Livro I da obra contém esse título. Narra, segundo o historiador americano Will Durant, "uma das maiores aventuras da história humana". Os livros II a IV abordam a marcha desde o campo de batalha de Cunaxa até ao mar, correspondendo ao termo grego Catábase. Os três livros restantes, a Parábase, narram a marcha ao longo da costa desde Trapezunte até a zona do Helesponto.
A história ainda narra as aventuras dos gregos enquanto marcham para a Grécia, na tentativa de regressar a casa, envolvendo-se em conflito entre a Pérsia Aquemênida e Esparta, duas potências da época, até que acabam por servirem a Esparta contra a Pérsia Aquemênida.

## Subdivisão da obra
Anábase está dividida em sete livros, que se unificam em uma mesma história. De forma geral, é possível notar três blocos no decorrer dos livros, sendo que somente o primeiro livro da coleção está estritamente voltado ao título, no caso, anábase. Está divisão ocorre da seguinte forma:
Livro I: Focado na história da Anábase.
Livros II ao IV: (Catábase) Foco na marcha do campo de batalha de Cunaxa até o mar.
Livros V ao VII: (Parábase) O foco é a marcha no decorrer da costa desde Trapezunte até à zona do Helesponto.

## Sinopse

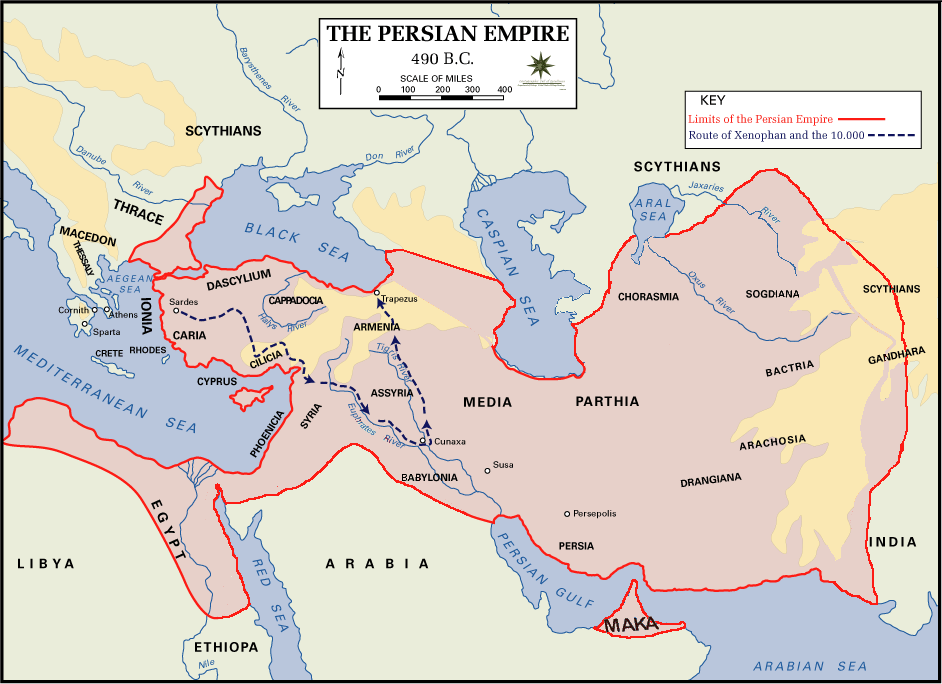
Percurso seguido por Xenofonte e os Dez Mil.

O livro Anábase retrata a saga do Exército dos Dez Mil, um grupo de soldados mercenários contratados por Ciro, o Jovem, príncipe persa, que desejava tomar o trono do Império que estava em posse de seu irmão, Artaxerxes II. O desenrolar dos sete livros compostos por Xenofonte contam os fatos que levaram, construíram e desdobraram a Batalha de Cunaxa onde o enfrentamento entre os irmãos se concretiza. Nesse contexto, Xenofonte, a convite de Próxeno, acompanha o Exército ao lado de Ciro e partem, então, de Sardis.
Xenofonte sempre é descrito (pois a obra é composta em terceira pessoa) como sábio e possuidor de natural espírito de liderança, porém de início ele não está entre os comandantes selecionados pela assembleia dos soldados.
Na Batalha de Cunaxa, as forças do Exército dos Dez Mil derrotam o exército persa. Porém Ciro é morto durante o processo e a batalha, em um ato, descrito por Xenofonte como de arrogância do comandante grego →→Clearco, em não obedecer as táticas ordenadas por Ciro. Assim, mesmo com resultado favorável, não atinge seu propósito de destronar Artaxerxes II e coroar Ciro.[carece de fontes?]
É acordado uma trégua com os persas, que é quebrada por Tissafernes, um sátrapa, durante um banquete, onde ele captura os comandantes gregos, inclusive Clearco, que foram, posteriormente, executados.
O exército se reorganiza agora com Xenofonte entre os três comandantes, e marcha em regresso, para a costa. Nesse período os soldados enfrentam diversos intempéries que devem ser solucionados com extrema habilidade estratégica militar, lidando com tribos que são encontradas ao caminho e com o exército persa que os persegue.[carece de fontes?]
Se aproximando do final de sua jornada, o exército ao atravessar a montanha Theches em Trabzon, onde proclamam a frase "o mar, o mar!", representando assim a proximidade do fim da longa jornada. Porém o grupo ainda teve um breve enfrentamento com o governante e as forças militares da cidade de Trácia. Por fim o exército é recrutado pelo general espartano Thibron.

## Contexto Histórico: A obraAnábase
Escrita por Xenofonte, que parece num primeiro momento um livro com correspondências de guerra, foi escrita num contexto histórico bastante tenso, pois naquela época, cerca de quatrocentos anos da era cristã, a Grécia ainda não tinha finalizado o processo de cicatrização das feridas provocadas pela Guerra do Peloponeso, que durante 27 anos ceifou a vida de muita gente nas principais comunidades helênicas: Atenas e Esparta. Após a guerra, Atenas já não tinha mais a hegemonia, fruto da ajuda prestada por Ciro, filho do rei da Pérsia, aos Lacedemônios .
O príncipe Ciro, ordenou que seus comissários recrutassem homens para formar um exercito, que lhe possibilitasse bater o seu próprio irmão e assim tomar o trono da Pérsia. Foram do Peloponeso a Ásia Menor, foram em todas as partes e assim conseguiram juntar 13 mil homens de nacionalidade grega, para assim então formar as suas tropas de choque e Xenofonte, de uma família de posses financeira e educação integrada no circuito do filósofo Sócrates, está entre esses mercenários.
A obra narra fatos históricos e os episódios de um pós-guerra do Peloponeso, com Xenofonte entre os mercenários, pois tinha gosto pela aventura e pela guerra e que mesmo derrotado consegue voltar a pátria pela Ásia Menor. A obra Anábase evidencia também as intrigas dentro família real persa, sendo que a própria batalha é o resultado de uma conspiração para que Ciro torne-se rei, em vez da submissão ao reinado de seu irmão Artaxerxes II.

## Personagens Principais
Ciro, o Jovem: Ciro foi um Príncipe e general persa. Irmão mais novo de Artaxerxes II, herdeiro do trono persa, Ciro, que fora apontado por seu pai, Dario II como governador supremo da Ásia Menor, almejava o posto do irmão e contou com a ajuda de Esparta e dos Dez Mil Mercenários para chegar até o poder do Império Persa. Ciro acaba morto em batalha em 401 a.C.
Artaxerxes II: Artaxerxes II é o filho mais velho de Dario II e seu herdeiro direto ao trono do Império Persa. Artaxerxes, na verdade, se chamava Arsames antes de ser coroado, após a morte de seu pai, Imperador. Artaxerxes II, apesar de ter seu irmão morto, não ganha a batalha contra os Dez Mil Mercenários.
Tissafernes: Tissafernes foi um sátrapa persa. Foi ele quem avisou Artaxerxes II das intenções de tomada de poder por parte de seu irmão, Ciro, O Jovem. Foi Tissafernes, também, quem quebrou o acordo de trégua com os gregos e acabou capturando comandantes gregos durante um banquete.
Xenofonte: (430 a.C. 354 a.C) Além de ser o autor da obra, narrada em terceira pessoa, Xenofonte aparece como um personagem na Anábase. Xenofonte fez parte do exército dos mercenários e após o massacre dos generais foi escolhido com um dos lideres do grupo. Percebe-se, na obra, um Xenofonte, narrado por si mesmo, sendo um homem sábio e um líder nato.
Clearco: →→→→Clearco (450 a.C – 401 a.C) foi um general e mercenário espartano que comandou os mercenários em meio ao exército de Ciro. Clearco, ao não obedecer as ordens de Ciro, acaba causando sua morte por uma questão de desvio na estratégia acordada. Clearco comandou a retirada dos mercenários e foi um dos assassinados por Tissafernes quando este acabou com a trégua acordada.
Os Dez Mil Mercenários: Os Dez Mil são um grupo de mercenários, em sua maioria gregos, que foram contratados por Ciro, O Jovem para a tomada do poder da Pérsia de seu irmão, Artaxerxes II. Os Dez Mil ganharam a batalha de Cunaxa, porém a vida de Ciro não foi poupada. Entre os Dez Mil estão figuras como Xenofonte e Clearco.

## Traduções para o português
Edições:
- XENOFONTE. Anábase. Rio de Janeiro: Nova Fronteira, 1979.
- XENOFONTE. Anábase: a expedição dos dez mil. Tradução, introdução e notas de Rui Valente. Évora: Sementes de Mudança, 2008, ISBN 978-989-95648-3-1
- XENOFONTE. A Retirada dos dez mil. Tradução de Aquilino Ribeiro. Lisboa: Bertrand Editora, 2014. ISBN 978-972-25289-7-9.

A tradução da Anábase para o português feita por Aquilino Ribeiro tem o título A retirada dos dez mil. O tradutor justificou a mudança, pois:
"Anábase na sua significação léxica quer dizer marcha para o interior. A avançada estaca, porém, ao fim do livro primeiro, para os seis restantes se ocuparem com o refluxo dos mercenários sobre o ponto de partida. O próprio título original não condiz, por conseguinte, com a extensão do feito militar. Chamaram-lhe certos tradutores Expedição dos Dez Mil mais impropriamente ainda porquanto o exército que Ciro concentrou em Sardes e dirigiu contra seu irmão Artaxerxes compunha-se de cem mil bárbaros e treze mil gregos, que eram entre hoplitas e peltastas as suas tropas de choque. De todos os títulos o que assenta mais plasticamente ao sucesso é retirada, tal como é denominado nos compêndios de história".